# 费代里科·奇纳
费德里科·奇纳（義大利語：Federico Cinà，2007年3月30日—），意大利男子网球运动员。

## 早年和个人生活
奇纳来自意大利巴勒莫，由他的父亲弗朗切斯科·奇纳（Francesco Cinà，前意大利职业网球选手羅貝塔·文琪的教练）执教。 他的母亲名叫苏珊娜（Susanna）。他是CT Vela Messina俱乐部的一员，并在奇纳网球学院训练。

## 青少年时期
他在2021年法国ITF小欧韦内站比赛中进入了决赛，但在决赛中输给了捷克选手马克斯姆·姆尔瓦（Maxim Mrva）。 2022年，与洛伦佐·安吉里尼（Lorenzo Angelini）和洛伦佐·卡尔博尼（Lorenzo Carboni）一起，他进入了欧洲U16团体网球锦标赛的决赛。
奇纳在2023年美国网球公开赛青少年男子单打比赛中进入了半决赛。 在2024年法国网球公开赛青少年男子双打比赛中，他与坂本怜搭档进入了决赛。
他在15岁时赢得了自己第一个ATP积分，在2022年ITF M15级别阿普利亚比赛中击败了拉斐尔·谢尔（Raffael Schaer）。
2025年3月，他在2025年克里特挑战赛II中击败阿斯兰·卡拉采夫首次进入挑战赛决赛，成为首位进入挑战赛决赛的2007年后出生的球员。 在决赛中，他输给了迪米塔尔·库兹曼诺夫。同样在2025年3月，他获得了2025年迈阿密网球公开赛的外卡资格，迎来了他的ATP巡回赛和大师赛首秀。在该赛事中，他直落两盘击败了资格赛选手同时也是大师赛首秀的弗朗西斯科·科梅萨尼亚，成为首位赢得ATP大师赛级别正赛胜利的2007年后出生的球员。

## ATP挑战赛和ITF世界网球巡回赛决赛

### 单打：4（2–2）
| 图例                     |
| ------------------------ |
| ATP挑战赛（0–1）         |
| ITF世界网球巡回赛（2–1） |

| 按表面划分的标题 |
| ---------------- |
| 硬地（1–2）      |
| 红土（1–0）      |
| 草地（0–0）      |
| 地毯（0–0）      |

| 结果 | 胜–负 | 日期      | 比赛                   | 级别           | 场地 | 对手                     | 比分               |
| ---- | ----- | --------- | ---------------------- | -------------- | ---- | ------------------------ | ------------------ |
| 负   | 0–1   | 2024年2月 | M15 莫纳斯提尔, 突尼斯 | 世界网球巡回赛 | 硬地 | 马特·多迪格              | 6–3, 3–6, 0–6      |
| 胜   | 1–1   | 2024年9月 | M15 布扎乌, 罗马尼亚   | 世界网球巡回赛 | 红土 | 伊奥安·亚历山德鲁·基里察 | 6–4, 6–0           |
| 胜   | 2–1   | 2025年2月 | M15 沙姆沙伊赫, 埃及   | 世界网球巡回赛 | 硬地 | 小马丁·达姆              | 7–6(7–3), 7–6(7–3) |
| 负   | 2–2   | 2025年3月 | 赫尔索尼索斯II, 希腊   | 挑战赛         | 硬地 | 迪米塔尔·库兹曼诺夫      | 4–6, 2–6           |

## 青少年大满贯决赛

### 双打：1（1亚军）
| 结果 | 年份 | 比赛           | 场地 | 搭档   | 对手                                   | 比分          |
| ---- | ---- | -------------- | ---- | ------ | -------------------------------------- | ------------- |
| 负   | 2024 | 法国网球公开赛 | 泥地 | 坂本怜 | 尼古拉·布德科夫·谢尔 约埃尔·施韦尔茨勒 | 4–6, 6–7(3–7) |